# Monastère de Đunis
Le monastère de Đunis (en serbe cyrillique : Манастир Ђунис ; en serbe latin : Manastir Đunis) est un monastère orthodoxe serbe situé à Đunis, dans le district de Rasina et sur le territoire de la Ville de Kruševac en Serbie.
Le monastère est dédié au Linceul de la Mère de Dieu.

## Présentation
Le monastère se trouve à quelques kilomètres de la ville de Kruševac, dans la  plaine de la Morava méridionale. Selon la tradition, il a été construit à l'emplacement où la Mère de Dieu serait apparue à la fille de Milojki Jocić le 24 juillet 1898 ; la jeune fille était alors âgée de 13 ans et, partie chercher de l'eau à une source, la Mère de Dieu lui aurait indiqué que l'eau de la source pourrait guérir de nombreux malades. Beaucoup de malades auraient alors afflué dans ce lieu et auraient été guéris en buvant l'eau de la source.
Avec la bénédiction de l'évêque de l'éparchie de Žiča saint Nicolas d'Ochrid (Nikolaj Velimirović), une première église en bois dédiée au Linceul, c'est-à-dire à la Protection, de la Mère de Dieu a été construite en 1934. En 1977, la construction d'une église plus vaste a été entreprise mais elle a été interrompue par les autorités communistes de l'époque ; elle a pu reprendre en 1985 et n'a été achevée qu'en 2001. L'église a été ornée de fresques et l'ensemble monastique a été doté de konaks et d'annexes. En 1997, l'ancienne église en bois a été démolie pour faire place à un nouvel édifice consacré en 1998 et surnommé « la petite église ».
En 1964, le Saint Synode de l'Église orthodoxe serbe a conféré au monastère le statut de métoque du monastère Saint-Romain de Đunis. En 1968, le premier higoumène, Kliment, le dirigeait en tant que monastère de moines ; en 1968, il a été transformé en monastère de nonnes qui ont délivré de nombreux soins infirmiers.
L'iconostase de la « grande église » a été réalisée par l'école de peinture du monastère de Žiča, tandis que les fresques ont été peintes par Slobodan Janićijević de Jagodina, par le professeur Dragimir Jašović et par des artistes originaires de Grèce.